# Épron
Épron – miejscowość i gmina we Francji, w regionie Normandia, w departamencie Calvados.
Według danych na rok 1990 gminę zamieszkiwało 1425 osób, a gęstość zaludnienia wynosiła 1004 osoby/km² (wśród 1815 gmin Dolnej Normandii Épron plasuje się na 156. miejscu pod względem liczby ludności, natomiast pod względem powierzchni na miejscu 1107.).